# Won't Get Fooled Again (EP)
Won't Get Fooled Again è un EP del gruppo rock britannico The Who, pubblicato solamente in Gran Bretagna nel 1988 dalla Polydor Records.

## Tracce
1. Won't Get Fooled Again (Pete Townshend)
2. Bony Moronie (Larry Williams) – Live allo Young Vic (1971)
3. Dancing in the Street (William Stevenson e Marvin Gaye) – Live a Philadelphia (1979)
4. Mary Anne with the Shaky Hand (Townshend)